# 南蒲田
南蒲田（みなみかまた）とは、東京都大田区の地名。現行行政地名は南蒲田一丁目から南蒲田三丁目。住居表示実施済区域。

## 地理
大田区の中央部に位置し、地形的はほぼ平坦、北部に新呑川が流れている。
一丁目と二丁目の間に環状八号線が通っており、最寄駅は一丁目が蒲田四丁目に属する京急蒲田駅、三丁目は西糀谷に属する糀谷駅となっている、ただ二丁目へのアクセスは少し離れた両駅か京急バスの停留所からとなっている。
一丁目には、元荏原市場蒲田分場である大田区産業プラザや南蒲（）小学校、横に一本京急空港線が走っている。二丁目にはテクノポートカマタとJCHO東京蒲田医療センター、二丁目と三丁目の間には日の出銀座商店街が存在している。
地域内のほとんどは住宅街である。アパートやマンションも多く、一人暮らしの若年層の住民も目立つ。

### 防災
東京都都市整備局が2022年に公表した「地震に関する地域危険度測定調査（第９回）」では、南蒲田三丁目は、地震に対する建物倒壊危険度・火災危険度および総合危険度が、五段階評価のうち相対的に最も危険とされる「レベル5」となった。

## 世帯数と人口
2024年（令和6年）4月1日現在（東京都発表）の世帯数と人口は以下の通りである。
| 丁目         | 世帯数    | 人口     |
| ------------ | --------- | -------- |
| 南蒲田一丁目 | 2,469世帯 | 3,577人  |
| 南蒲田二丁目 | 2,909世帯 | 4,524人  |
| 南蒲田三丁目 | 2,301世帯 | 3,645人  |
| 計           | 7,679世帯 | 11,746人 |

### 人口の変遷
国勢調査による人口の推移。
| 年                 | 人口   |
| ------------------ | ------ |
| 1995年（平成7年）  | 11,711 |
| 2000年（平成12年） | 11,703 |
| 2005年（平成17年） | 11,197 |
| 2010年（平成22年） | 11,613 |
| 2015年（平成27年） | 11,782 |
| 2020年（令和2年）  | 11,966 |

### 世帯数の変遷
国勢調査による世帯数の推移。
| 年                 | 世帯数 |
| ------------------ | ------ |
| 1995年（平成7年）  | 5,131  |
| 2000年（平成12年） | 5,440  |
| 2005年（平成17年） | 5,574  |
| 2010年（平成22年） | 6,255  |
| 2015年（平成27年） | 7,002  |
| 2020年（令和2年）  | 7,423  |

## 学区
区立小・中学校に通う場合、学区は以下の通りとなる（2023年3月時点）。
| 丁目         | 番地              | 小学校               | 中学校               |
| ------------ | ----------------- | -------------------- | -------------------- |
| 南蒲田一丁目 | 全域              | 大田区立南蒲小学校   | 大田区立東蒲中学校   |
| 南蒲田二丁目 | 1〜16番           | 大田区立南蒲小学校   | 大田区立東蒲中学校   |
| 南蒲田二丁目 | 17〜22番 24〜26番 | 大田区立出雲小学校   | 大田区立東蒲中学校   |
| 南蒲田二丁目 | 27番              | 大田区立東六郷小学校 | 大田区立東蒲中学校   |
| 南蒲田二丁目 | 23番 28〜30番     | 大田区立東六郷小学校 | 大田区立南六郷中学校 |
| 南蒲田三丁目 | 1番               | 大田区立南蒲小学校   | 大田区立東蒲中学校   |
| 南蒲田三丁目 | 2〜5番            | 大田区立中萩中小学校 | 大田区立東蒲中学校   |
| 南蒲田三丁目 | 11〜14番          | 大田区立中萩中小学校 | 大田区立出雲中学校   |
| 南蒲田三丁目 | 9〜10番 15〜16番  | 大田区立出雲小学校   | 大田区立出雲中学校   |
| 南蒲田三丁目 | 6〜8番            | 大田区立出雲小学校   | 大田区立東蒲中学校   |

## 事業所
2021年（令和3年）現在の経済センサス調査による事業所数と従業員数は以下の通りである。
| 丁目         | 事業所数  | 従業員数 |
| ------------ | --------- | -------- |
| 南蒲田一丁目 | 132事業所 | 1,245人  |
| 南蒲田二丁目 | 229事業所 | 4,393人  |
| 南蒲田三丁目 | 152事業所 | 710人    |
| 計           | 513事業所 | 6,348人  |

### 事業者数の変遷
経済センサスによる事業所数の推移。
| 年                 | 事業者数 |
| ------------------ | -------- |
| 2016年（平成28年） | 587      |
| 2021年（令和3年）  | 513      |

### 従業員数の変遷
経済センサスによる従業員数の推移。
| 年                 | 従業員数 |
| ------------------ | -------- |
| 2016年（平成28年） | 6,891    |
| 2021年（令和3年）  | 6,348    |

## 施設
- 大田区立南蒲（）小学校
- 大田区産業プラザ
- JCHO東京蒲田医療センター
- 日の出銀座商店街
- LITALICOジュニア蒲田教室（児童発達支援事業所）
- こどもプラス ほしのこキッズ（児童発達支援事業所）
- 放課後デイ レインボースター（放課後等デイサービス）

## その他

### 日本郵便
- 郵便番号 : 144-0035[2]（集配局 : 蒲田郵便局[15]）。